# Gastrancistrus arboris
Gastrancistrus arboris är en stekelart som först beskrevs av Girault 1922.  Gastrancistrus arboris ingår i släktet Gastrancistrus och familjen puppglanssteklar. Inga underarter finns listade i Catalogue of Life.